# Slushii

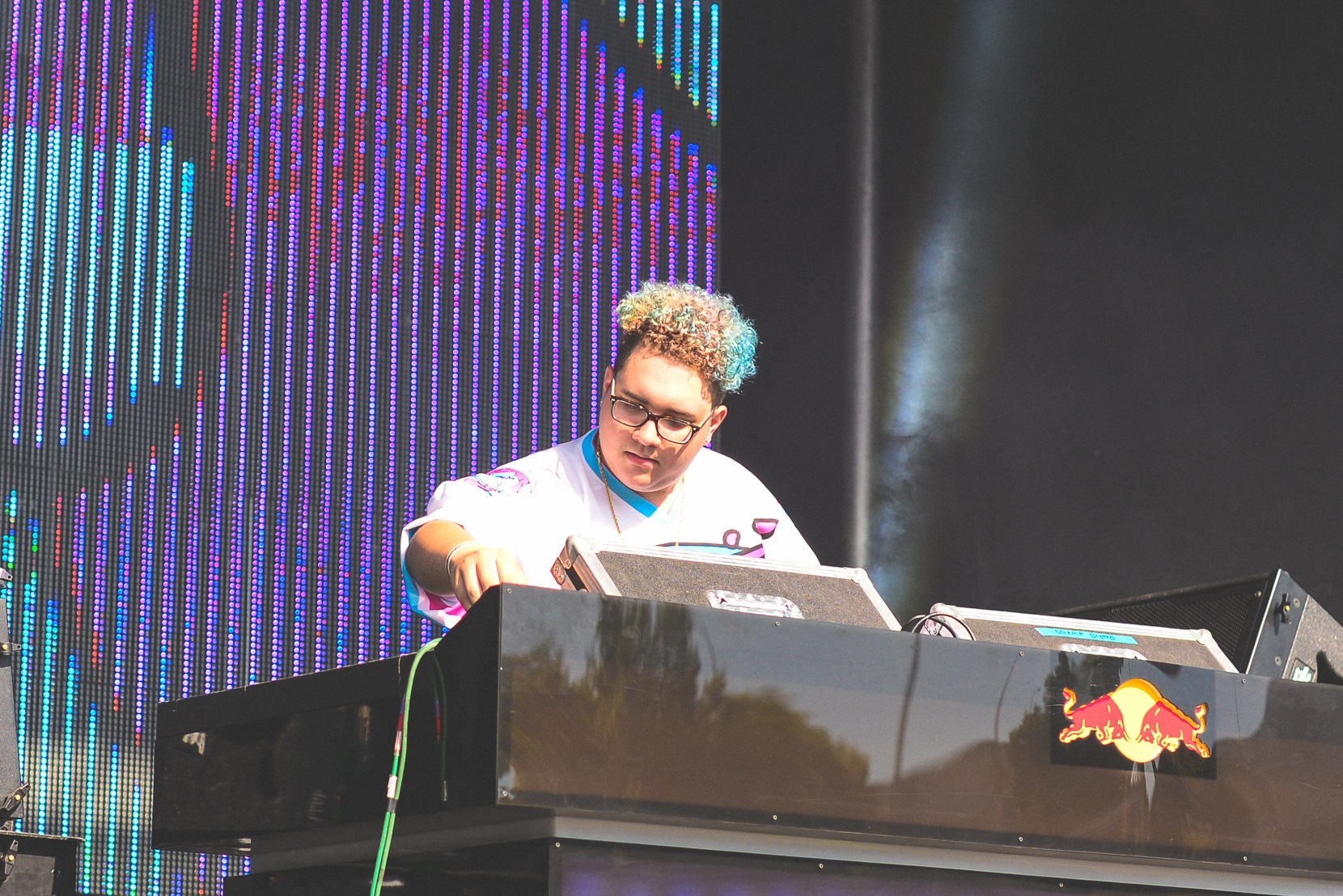
Slushii sur scène au Mad Decent Block Party en 2016.

Slushii (/slʌʃiː/), de son vrai nom Julian Michael Scanlan (né le 1er mai 1997 à Mount Laurel au New Jersey), est un DJ et producteur de musique électronique américain, originaire de Los Angeles. Il est notamment connu pour avoir produit aux côtés de Marshmello, Ookay ou encore Jauz.
Ses genres de prédilection sont la trap, la future bass, la progressive house, ainsi que la dubstep.

## Biographie
Julian grandit à Mount Laurel dans le New Jersey et a été diplômé au Lenape High School (en) du comté de Burlington. Adolescent, en parallèle de son travail dans la chaîne de magasins axé High-tech/multimédia Best Buy en tant que renseignant, il produit et poste de la musique sur la plateforme SoundCloud. Il a été diagnostiqué du trouble du spectre autistique.
Il commence sa carrière musicale au sein du groupe Deuteronomy pendant à peu près trois ans jusqu'en 2012, où il dévoilera un seul album appelé Propaganda. Il a également formé le duo Monsters With Tiny Mustaches aux côtés de son ami Mhkaz.
Slushii commence à prendre de la place sur la scène musicale en utilisant l'alias « DJ Swoon » en 2013. Sa page SoundCloud « DJ Swoon » a été retirée définitivement du système automatique de protection de droits d'auteur du réseau social. Plus tard, il décide de recréer une page SoundCloud sous le nom de scène Slushii où il publie plus des musiques dans le genre de la Future Bass. Il publie un remix du titre I Want You To Know de Zedd et Selena Gomez, qui est son tout premier projet sous le nom de « Slushii ».

### Carrière
Il signe pour Red Light Management en février 2016.
Il sort son tout premier single Emptiness le 20 avril 2016 sur le label discographique Monstercat. Il enchaîne en dévoilant son EP composé de 7 titres Brain Freeze  le mois suivant au même moment où il dévoile son premier titre Emptiness. Son EP est un succès sur la scène électronique[réf. nécessaire] et il décide de dévoiler un titre gratuit à télécharger appelé Dear Me.
En mars 2017, Slushii sort son titre Catch Me. Il collabore avec des DJs tels que Marshmello sur le titre Twinbow. Slushii commence à jouer des sets[Quoi ?] dans des festivals internationaux tels que l'Ultra et l'Electric Daisy Carnival.
Le 4 août 2017, il dévoile son tout premier album studio appelé Out Of Light qui est composé de 13 titres, dont Dear Me.
Le 10 mai 2018, Slushii dévoile le single Through The Night avec la célèbre chanteuse Vocaloid Hatsune Miku.